# Comuna de Rogóźno
Rogóźno (polaco: Gmina Rogóźno) é uma gminy (comuna) na Polónia, na voivodia de Cujávia-Pomerânia e no condado de Grudziądzki. A sede do condado é a cidade de Rogóźno.
De acordo com os censos de 2004, a comuna tem 4076 habitantes, com uma densidade 35,2 hab/km².

## Área
Estende-se por uma área de 115,74 km², incluindo:
- área agrícola: 61%
- área florestal: 32%

## Demografia
Dados de 30 de Junho 2004:
|                      | Total   | Total | Mulheres | Mulheres | Homens  | Homens |
| -------------------- | ------- | ----- | -------- | -------- | ------- | ------ |
|                      | pessoas | %     | pessoas  | %        | pessoas | %      |
| População            | 4076    | 100   | 1990     | 48,8     | 2086    | 51,2   |
| Densidade (pop./km²) | 35,2    | 100   | 17,2     | 17,2     | 18      | 18     |

De acordo com dados de 2005, o rendimento médio per capita ascendia a 1643,67 zł.

## Subdivisões
- Białochowo, Budy, Bukowiec, Gubiny, Kłódka, Rogóźno, Rogóźno-Zamek, Skurgwy, Szembruczek, Szembruk, Zarośle.

## Comunas vizinhas
- Gardeja, Grudziądz, Grudziądz, Gruta, Łasin, Sadlinki